# Labor Day
Labor Day eller Labour Day är en helgdag i USA och Kanada som firas den första måndagen i september varje år. Helgdagen grundades i USA av Knights of Labor 1882 efter förebild från Kanada, där den hade firats sedan 1872. 1887 var Oregon den första delstaten i USA att göra den till en officiell helgdag. När den blev en federal helgdag 1894, hade 30 amerikanska delstater infört Labor Day.
I USA och Kanada firar man Labor Day den första måndagen i september, i stället för den internationella arbetardagen första maj, som firats sedan 1889. Detta för att bland annat presidenten Grover Cleveland inte ville att den amerikanska arbetarrörelsen skulle hedra Haymarketmassakern, och oroligheter uppstå. Alla delstater har gjort den till allmän helgdag.
I USA finns inte längre några stora socialistiska partier, och därför är det ofta fackförbund som organiserar demonstrationerna. På senare år har dock många fackförbund, sociala rörelser och immigrantorganisationer återupptagit traditionen med stora demonstrationer på första maj, något som upphörde på 1940-talet.
Traditionellt är Labor Day en dag för picknicks, sommarens sista utflykt, eller den sista festen innan skolterminerna startar.
I USA är mycket stängt, förutom vissa butiker och restauranger. I Kanada är generellt allting stängt, förutom vissa restauranger.